# Sköropuntia
Sköropuntia (Opuntia fragilis) är en suckulent växt inom släktet opuntior (Opuntia) och familjen kaktusväxter. Arten förekommer naturligt i Kanada och östra USA och den art med den nordligaste utbredningar av alla kaktusar. Sköropuntia är härdig i södra Sverige om den skyddas mot vinterväta.
Sköropuntia är en låg, mattbildande, suckulent buske som blir 2–10 cm hög. Stammarna är indelade i mörkt gröna, cylindriska till något tillplattade segment som lätt lossnar. Areolerna har vit ull och 3-8 taggar, som kan bli 8–25 mm långa. Taggarna är grå med bruna spetsar, de är raka och nål-lika. Areolerna bär också bruna glochider.
Arten blommar sällan eller aldrig i naturen, men då de förekommer är de ljust gula, ibland med röd bas. Ståndarna kan vara vita eller röda. Pistillen är vit med grönt märke. Frukterna utvecklas sällan, men är 1–3 cm långa, torra och utan taggar.
Arten sprids främst genom att ledsegmenten lossnar och rotar sig på ny plats.

## Hybrider
Några hybrider kan med fördel odlas i svenska trädgårdar. De är vanligen mycket mer blomvilliga än arten:
- Opuntia × columbiana 'Claude Arno' - lågväxande planta med rosaröda blommor. Möjligen identisk med  'Georg Sydow'.

- Opuntia × columbiana 'Smithwick' - upphittad av Claude Barr, nära staden Smithwick i South Dakota. Den är mycket härdig och blommar rikligt med gula blommor som har röda ståndare.

### Webbkällor
- Flora of North America. 2008. 'eFloras. Missouri Botanical Garden, St. Louis, MO & Harvard University Herbaria, Cambridge, MA. 2010 mars 10 .